# 1871 en architecture
| Années de l'architecture : 1868 - 1869 - 1870 - 1871 - 1872 - 1873 - 1874    |
| Décennies de l'architecture : 1840 - 1850 - 1860 - 1870 - 1880 - 1890 - 1900 |

Cet article présente les faits marquants de l'année 1871 en architecture.

## Réalisations
- 29 mars : ouverture du Royal Albert Hall à Londres dessiné par Francis Fowke et H. Y. Darracott Scott.

## Événements
- (fin de l'année) : dans le Hofburg à Vienne, début de la construction du nouveau musée impérial d'histoire naturelle (en allemand : K.k. Naturhistorisches Hofmuseum), entamant un chantier qui durera vingt ans.

## Récompenses
- Royal Gold Medal : James Fergusson.
- Prix de Rome : Émile Ullmann.

## Naissances
- 22 août : Émile André († 10 mars 1933).

## Décès
- 1er septembre : James Pennethorne (° 4 juin 1801).